# كونامي هايبر سوكر
كونامي هايبر سوكر (بالإنجليزية: Konami Hyper Soccer)‏ ، هي لعبة فيديو إلكترونية من نوع رياضة كرة القدم ، أنتجها ونشرها شركة كونامي اليابانية سنة 1992م.